# Orchestre symphonique de Toronto
L'orchestre symphonique de Toronto (en anglais Toronto Symphony Orchestra), est l'un des principaux orchestres du Canada.

## Historique
Fondé en 1922 sous le nom de « New Symphony Orchestra », l'orchestre se produit au Massey Hall avant de déménager au Roy Thomson Hall en 1982. 
Le nom actuel de l'orchestre apparaît dès 1926. Ernest MacMillan, qui a dirigé l'orchestre pendant 25 ans à partir de 1931, a défendu le répertoire de ses contemporains tels Gustav Holst, Jean Sibelius ou Igor Stravinsky qui a dirigé sa propre musique avec l'orchestre en 1937. Des chefs aussi prestigieux que Walter Susskind, Seiji Ozawa ou Karel Ančerl (à la fin de sa carrière) ont durablement marqué les musiciens.
Certains des plus grands interprètes se sont produits à Toronto, notamment Martha Argerich, Maxim Vengerov, Yo-Yo Ma, Ievgueni Kissine, Kathleen Battle, Glenn Gould ou Jessye Norman, tandis que des compositeurs comme Henri Dutilleux, R. Murray Schafer et Michael Tippett y ont créé leurs propres œuvres.
En 2018, Gustavo Gimeno est nommé directeur musical de l'orchestre à compter de la saison 2020-2021. En 2022, son contrat est renouvelé jusqu'à la saison 2029-2030.

## Directeurs musicaux
Comme chefs permanents de l'orchestre se sont succédé :
- Luigi von Kunits (1922-1931) ;
- Ernest MacMillan (1931-1956) ;
- Walter Susskind (1956-1965) ;
- Seiji Ozawa (1965-1969) ;
- Karel Ančerl (1969-1973) ;
- Victor Feldbrill (en) (1973-1974) ;
- Andrew Davis (1975-1988) ;
- Günther Herbig (1988-1994) ;
- Jukka-Pekka Saraste (1994-2001) ;
- Peter Oundjian (2003-2018) ;
- Gustavo Gimeno (depuis 2020).

## Commandes
L'Orchestre symphonique de Toronto est à l'origine de plusieurs commandes passées à des compositeurs, dont Place of Meeting (1967) de John Beckwith (en), Graphic I (1971) et Concerto pour orchestre (1982) de Harry Freedman (en), Musica antiqua (1976) de Lothar Klein (de), No Longer than Ten Minutes (1971), Concerto pour harpe (1988), Concerto pour guitare (1989) et The Darkly Splendid Earth (1991) de R. Murray Schafer, Per Bastiana Tai-Yang Chen (1967) de Luigi Nono, Stereophony (1963) et Elegy, Transformation, Jubilation (1981) de Harry Somers.

## Créations
L'Orchestre est le créateur de plusieurs œuvres, de Michael Colgrass (Chaconne pour alto et orchestre, 1984), Paul Creston (Frontiers, 1943), Andrew Davis (La Serenissima, 1981 ; Chansons innocentes, 1984), George Fiala (Symphonie no 4 « Ukrainienne », 1982), Serge Garant (Offrande II, 1970), John Harbison (Concerto pour basse de viole, 2006), Jacques Hétu (Apocalypse, op. 14, 1967 ; Symphonie no 5, 2010), Peter Lieberson (Concerto pour alto, 1993), Bruce Mather (Ode symphonique, 1965), Oskar Morawetz (en) (Symphonie no 1, 1956 ; Passacaille on a Bach Chorale, 1964), R. Murray Schafer (Concerto pour accordéon, 1993), et Barbara Pentland (Symphonie no 2, 1953), notamment.